# Fagivorina angularia
Fagivorina angularia là một loài bướm đêm trong họ Geometridae.